# Endroedianibe
Endroedianibe är ett släkte av skalbaggar. Endroedianibe ingår i familjen Dynastidae.
Kladogram enligt Catalogue of Life:
| Endroedianibe | \| \| Endroedianibe bozzolai \| \| \| \| \| \| Endroedianibe xerozoyphius \| \| \| \| |
|               | \| \| Endroedianibe bozzolai \| \| \| \| \| \| Endroedianibe xerozoyphius \| \| \| \| |
|               | Endroedianibe bozzolai                                                                |
|               |                                                                                       |
|               | Endroedianibe xerozoyphius                                                            |
|               |                                                                                       |